# 가메야마촌 (에히메현)
가메야마촌(亀山村)은 에히메현 오치군에 설치된 촌이다. 